# Plaça de Sant Jaume (Villena)
La plaça de Sant Jaume de Villena constitueix l'espai urbà més representatiu del seu centre històric. Té un traçat força irregular, tot i tendent al quadrat, i sorgeix al voltant de l'església de Sant Jaume, formant un lloc on es concentren nombrosos edificis significatius.
Originàriament constitueix el centre de l'antiga població cristiana, per oposició a l'antic raval àrab que es va concentrar en la mesquita situada al lloc que actualment ocupa l'església de Santa Maria.
Avui dia la plaça de Sant Jaume es manté com a centre cultural, social, civil, religiós, d'esbarjo i d'oci de la ciutat, en aglutinar la Casa de la Cultura, l'Ajuntament, la Casa del Fester, l'oficina de turisme, l'església de Santiago i nombrosos locals de diversió en els seus voltants. Un dels seus principals atractius resideix en el fet que s'hi pot contemplar l'evolució de l'arquitectura des de l'estil gòtic de l'església, fins a l'arquitectura postmoderna de la Casa de Cultura, passant pel renaixement del Palau Municipal i el vuitcentista Museu del Fester.